# Piezorhina cinerea
Piezorhina cinerea là một loài chim trong họ Thraupidae.